# Chanaka

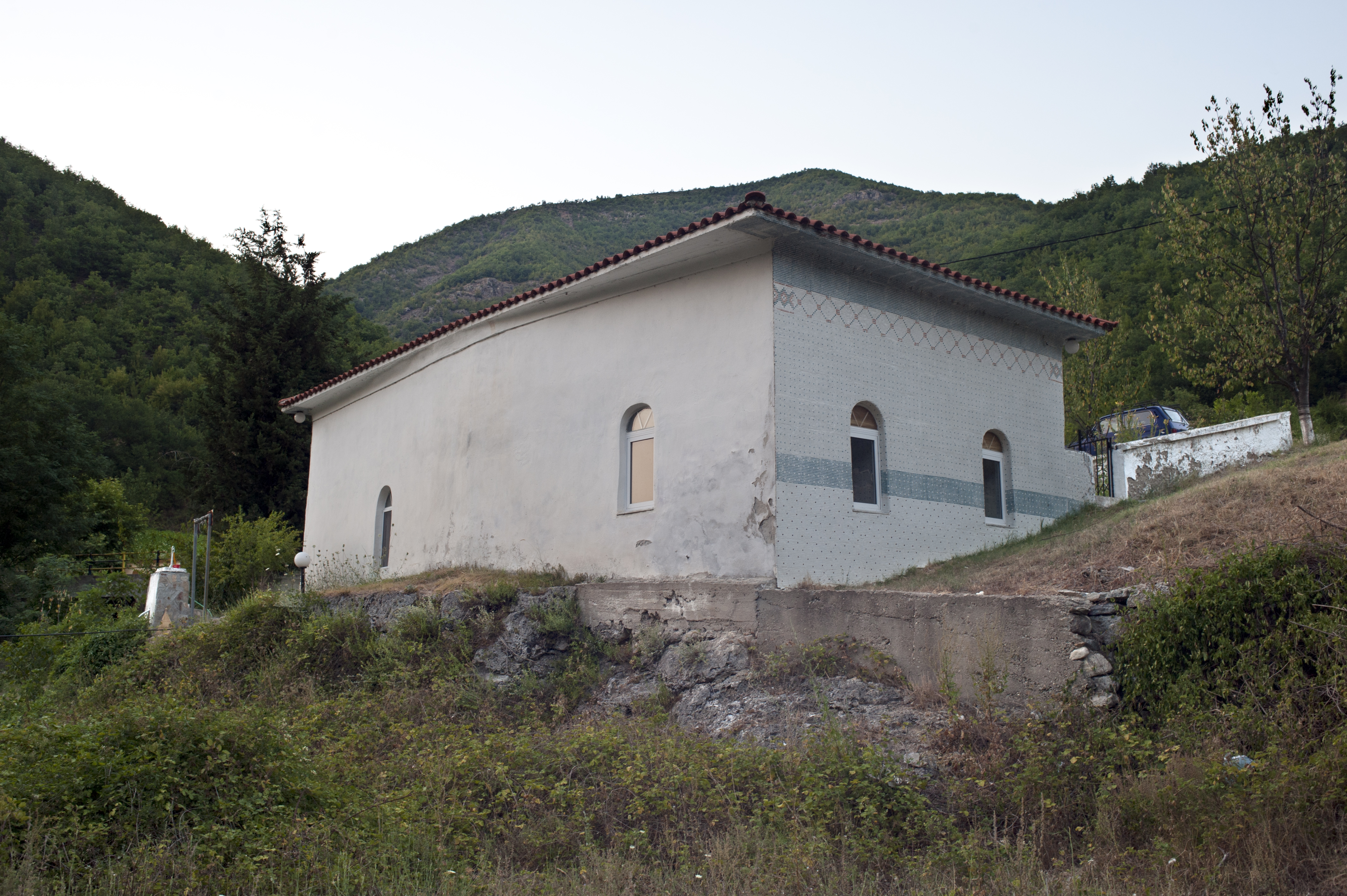
Chanaka w Grecji

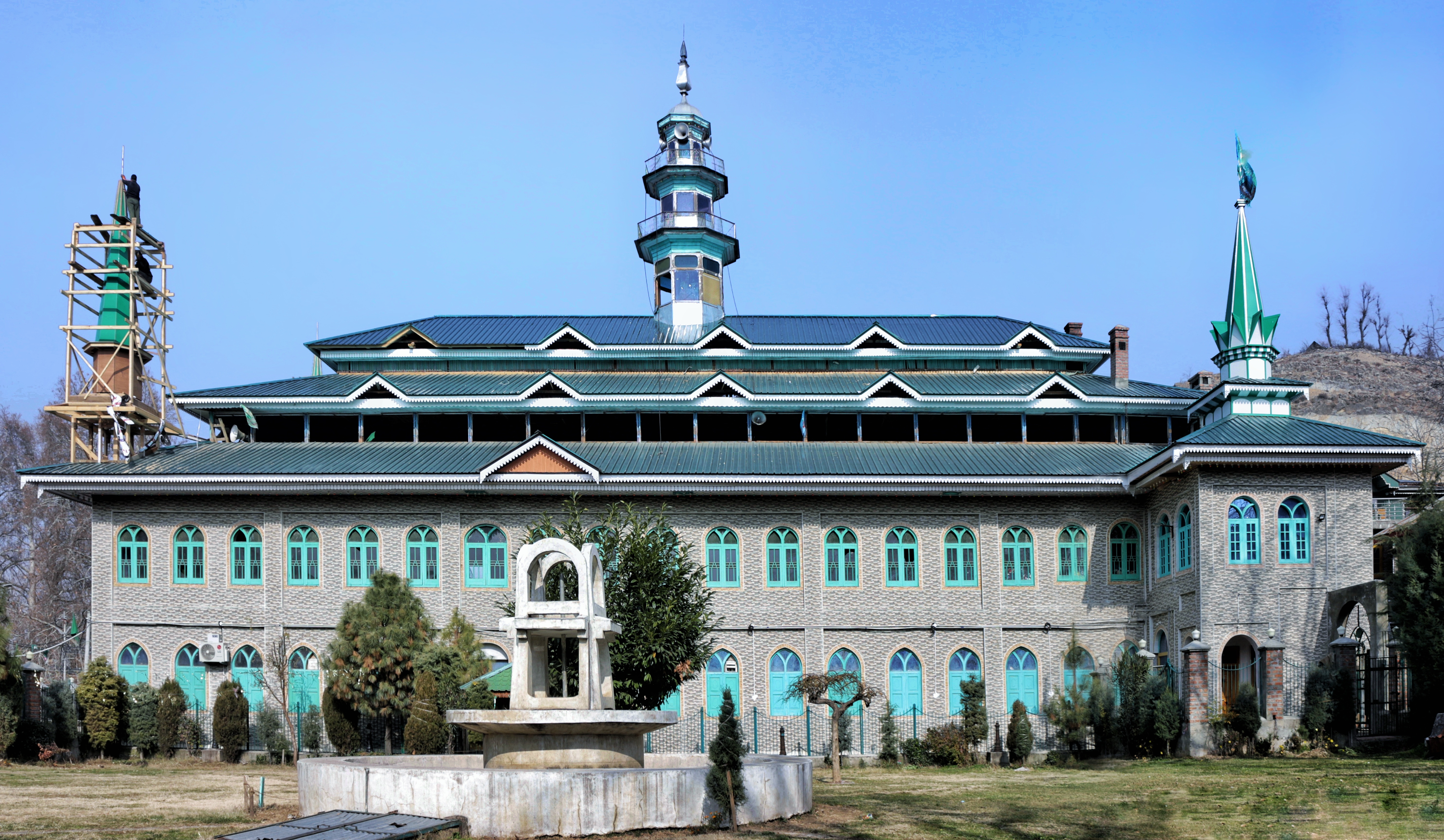
Widok z boku na Chanaka w miejscowości Doru Shahabad w Indiach

Chanaka (pers. ‏خانقاه‎, ḵānaqāh, zawija, arab. ‏خانقاه‎ kąt, tur. tekke) – rodzaj klasztoru; budynek lub zespół budynków stanowiących siedzibę zakonu sufickiego. W skład zespołu wchodziły świątynia (meczet), szkoła (medresa), pomieszczenia dla członków bractwa oraz pielgrzymów; często pojawiało się tam także mauzoleum założyciela szkoły lub innego, wybitnego "świętego męża".

## Etymologia
Słowo chanaka prawdopodobnie pochodzi z języka tureckiego lub perskiego. W świecie arabskim, zwłaszcza w Afryce Północnej, chanaka jest znane jako zāwiyah (arab. ‏زاوية‎, liczba mnoga zāwiyāt; w transliteracji również jako zawiya, zāwiya lub zaouia). W byłych regionach Imperium Osmańskiego są one lokalnie określane jako tekke po turecku (od osmańskiego tureckiego تکه, alternatywna forma تكیه tekye), teqeja po albańsku, tekija po bośniacku i ‏تكيّة‎ takiyya po arabsku. W Azji Południowej słowa chanaka i dargah są używane zamiennie w odniesieniu do świątyń sufickich. Uczeni w świecie mameluckim często nie rozróżniali chanaka, ribat, zawiya i madrasa.

## Architektura
Przed okresem Timuridów chanaki były zwykle projektowane jako duże kompleksy składające się z kilku konstrukcji. Po XIV wieku częściej projektowano je jako jedną dużą konstrukcję. Projekt ten zazwyczaj charakteryzuje się jedną dużą salą z celami lub galeriami po obu stronach, umożliwiając większą interakcję osobom pracującym w chanaka. Zwykle mają kopuły, mozaiki, łuki, kolumny, dziedzińce, portale i minarety. Projekt i uwzględnienie tych aspektów różni się w zależności od regionu i epoki.

## Funkcja
Patronat sufickich chanaka był historycznie ważnym oświadczeniem politycznym i kulturalnym. Patronat nad budynkiem sufickim przez władcę był wyrazem poparcia dla praktyk religijnych sufi i szerzenia islamu. Ufundowanie budynku sufickiego było postrzegane jako akt pobożności i sposób, w jaki władca mógł sprzymierzyć się z opinią publiczną.
Chanaka są często kojarzone z dargahami grobowców świętych sufickich lub szejków. Zazwyczaj posiadają dużą salę, w której praktykujący mogą się modlić i medytować. Obejmują one również zakwaterowanie dla podróżujących sufich i pielgrzymów.
Oprócz przestrzeni religijnych chanaki posiadały także struktury służące służbom publicznym. Obejmowało to szpitale, kuchnie, łaźnie i szkoły. Każdy, kto pracował nad świadczeniem tych usług, otrzymywał wynagrodzenie w ramach wakf.
Chociaż chanaki są strukturami sufickimi, są bardzo inkluzywne. Odwiedzający z różnych kultur i religii mogli odwiedzić chankę i otrzymać błogosławieństwo.
Tradycyjnie życie sufickie w ascezie było postrzegane jako pobożne, ponieważ wierzono, że samotność i samowystarczalność prowadzą do egocentryzmu. Pokuta i cierpienie miały przybliżyć sufich do zrozumienia boskości.

## Historia

### Chanaka w Syrii

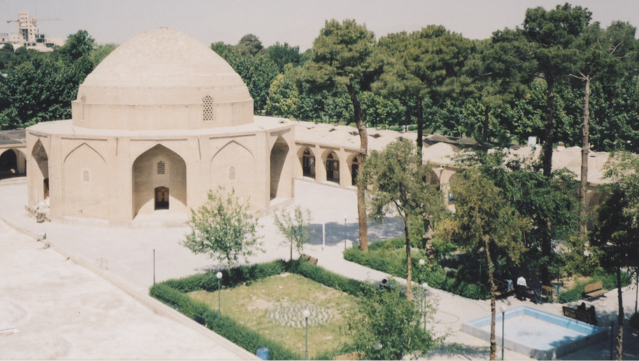
Tohidkhaneh, średniowieczna chanaka w Isfahan

Nur ad-Din był pierwszym dużym patronem struktur sufickich. Budował i podarował chanki grupom sufickim pod swoim panowaniem. W Damaszku chanki znajdowały się zarówno wewnątrz, jak i na zewnątrz murów miejskich. Za Zangidów chanki znajdowały się bardzo centralnie w Starym Damaszku, w pobliżu meczetu Umajjadów. Chanki są bardzo często umieszczane w pobliżu medresy poświęconej temu samemu patronowi co chanka. Głównym celem chanki była edukacja prawnicza.
Większość, w tym chanaka Nur al-Dina, obejmowała hospicja. Jednakże w budynkach sufickich istniał głęboki związek między edukacją a religią, a pod koniec okresu mameluckiego rozróżnienie między budynkami religijnymi i edukacyjnymi zatarło się.

### Chanaka w Egipcie
Saladyn założył pierwszą chanakę w Kairze w Egipcie w 1173 roku. To oficjalnie oznaczało jego klęskę nad Fatymidami, którzy byli w większości szyitami, i początek okresu sunnizmu Ajjubidów. W 1325 roku mamelucki sułtan An-Nasir Muhammad przeniósł chanakę na północ od miasta. Saladyn zmienił Sa'id al-Su'ada, pałac Fatimidów, w suficką khanqah zwaną al-khänqäh al-salähiyya (nie mylić z meczetem Al-Khanqah al-Salahiyya w Jerozolimie). Ta chanaka zapewniała miejsce pobytu sufim, którzy nie pochodzili z Kairu. Został on dostarczony przez Saladyna w oparciu o wymianę sufich wspierających dynastię i politykę Ajjubidów.
Saladyn stworzył także rolę Głównego Sufiego, którego zadaniem było codzienne prowadzenie działalności i mentorowanie sufich, którzy mieszkali i odwiedzali chanakę. Rywalizacja o tę rolę była duża ze względu na jej duży wpływ. Naczelny Sufi utrzymywał bliskie stosunki z sułtanem Ajjubidów, uzyskał władzę militarną i wpływy oraz miał zdolność nauczania w okolicznych Madrasach. Sułtan przekazał dużą władzę sufim w Kairze w ramach ważnego kompromisu w zamian za wsparcie polityczne, które było niezwykle ważne dla umocnienia legitymizacji rządów sułtana.

### Chanaka w Indiach

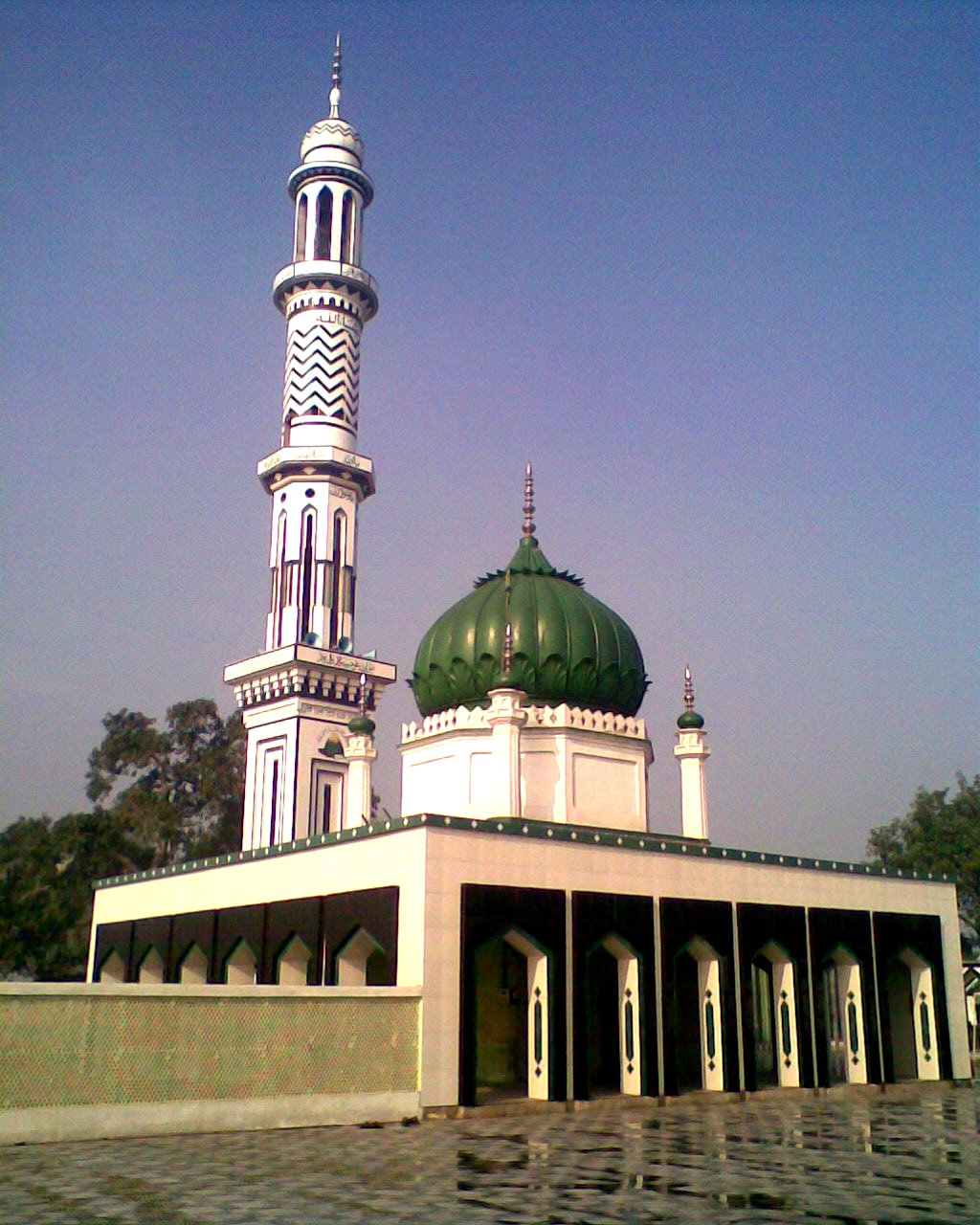
Islamskie sanktuarium świętych wyznawców Nakszbandijja

Madrasa-e-Firoz Shahi została zbudowana przez sułtana Firuza Szah Tughulaka w pobliżu Hauz-i-Alai. Mówiono, że jego architektura jest tak atrakcyjna dla mieszkańców, że przenieśli się bliżej kompleksu. Struktura chanaka-madrasa zapewniała możliwości edukacyjne dla pobożnych, a nauczyciele otrzymywali stypendia. Jego głównym celem było zapewnienie zakwaterowania podróżnym.
Chanaka Sayeda Ghulama Ali Shaha Mashadiego w Indiach była odwiedzana i otwarta dla pielgrzymów z wielu różnych kultur z całego świata.[5] Khanqah posiadały langarkhany, które służyły jako bezpłatne publiczne kuchnie dla biednych, sponsorowanych przez darowizny z ziem Lakhiraj. Islamskie wartości równości i braterstwa skłoniły chanki do świadczenia usług członkom najniższych kast. Popularność chanki spadła w Indiach na początku XIV wieku.